# Grand Prix ISU juniores in Australia
Il Grand Prix ISU juniores in Australia è una competizione internazionale di pattinaggio di figura. Si tiene in autunno e fa parte del circuito Grand Prix ISU juniores di pattinaggio di figura. Le medaglie sono assegnate nelle discipline del singolo maschile, singolo femminile e danza su ghiaccio.

## Vincitori

### Singolo maschile
| Anno | Luogo    | Oro               | Argento       | Bronzo      |
| 2011 | Brisbane | Jason Brown       | Keiji Tanaka  | Liam Firus  |
| 2017 | Brisbane | Alexei Krasnozhon | Roman Savosin | Egor Rukhin |

### Singolo femminile
| Anno | Luogo    | Oro                | Argento             | Bronzo      |
| 2011 | Brisbane | Courtney Hicks     | Risa Shoji          | Vanessa Lam |
| 2017 | Brisbane | Aleksandra Trusova | Anastasia Gulyakova | Riko Takino |

### Danza su ghiaccio
| Anno | Luogo    | Oro                                  | Argento                         | Bronzo                                    |
| 2011 | Brisbane | Nicole Orford / Thomas Williams      | Lauri Bonacorsi / Travis Mager  | Valeria Zenkova / Valerie Sinitsin        |
| 2017 | Brisbane | Sofia Polishchuk / Alexander Vakhnov | Marjorie Lajoie / Zachary Lagha | Elizaveta Khudaiberdieva / Nikita Nazarov |